# Jetpac
Jet Pac es un videojuego para ZX Spectrum hecho por la compañía Ultimate Play The Game (Rare), nombre comercial de Ashby Computers&Graphics, en 1983. 
Se trata del primer juego comercializado por esta mítica compañía. Realizado para el ZX Spectrum de 16 K, el juego fue escrito por Chris Stamper y Tim Stamper, creadores de la compañía.
El juego consiste en manejar al astronauta Jetman, el cual tiene que ensamblar las partes de su cohete, tres en total, y luego llenarlo de combustible, con seis cargas, para poder despegar hacia un nuevo planeta. Todo esto debe realizarse en medio de una lluvia de asteroides y de ataques de aliens que aparecen desde la izquierda y derecha de la pantalla. Jetman puede defenderse de estos elementos mediante un arma láser que puede disparar y puede ganar puntos recogiendo los valiosos recursos que de vez en cuando caen desde la parte superior de la pantalla. 
Cada nivel es un mundo toroide horizontal (cuando un personaje llega al límite derecho de la pantalla sale por el lado izquierdo de la misma y viceversa) que representa un planeta. Una vez lleguemos a un nuevo planeta, deberemos llenar de nuevo el cohete de combustible sin necesidad de ensamblar una nueva nave. Cada cuatro planetas tendremos que ensamblar un nuevo cohete y ganaremos una vida extra. El montaje y llenado de los cohetes es muy sencillo ya que basta con pasar sobre ellas para cogerlas y transportarlas hasta el punto de ensamblaje o bien sobrevolar la vertical del mismo y dejarlas caer suavemente en su lugar.
El juego cuenta con unos magníficos gráficos, teniendo en cuenta las limitaciones de memoria de los 16 K. El juego fue un gran éxito de ventas y en España gozó de gran popularidad al incluirse en el pack de compra del ZX Spetrum 48 K junto con otros juegos.
La secuela de este juego es Lunar Jetman, que incluye muchos otros conceptos de juego, como un camión lunar o estaciones de teleportación. Fue comercializado también en 1983 pero no tuvo el mismo éxito de ventas de su antecesor debido entre, otros motivos, a su gran dificultad.
En 1999, Jet Pac fue accesible a gran cantidad de jugadores. Rare (nombre actual de Ultimate Play The Game) lo incluyó en su juego Donkey Kong 64 para Nintendo 64. Se podía jugar al Jet Pac en el laboratorio de Cranky Kong. Si los jugadores conseguían muchos puntos, podían ganarse la moneda hecha por Rareware para el juego.
En 2007, Rare publica para el servicio Xbox Live Arcade de la consola Xbox 360 de Microsoft una versión mejorada de Jet Pac titulada "Jet Pac Refuelled" que incluye también la versión retro idéntica a la original de 1983.